# Língua bororo
O bororo é uma língua falada no Brasil pelos índios bororos que vivem no estado de Mato Grosso e faz parte da família linguística das línguas bororos, pertencente ao tronco linguístico macro-jê.
A língua foi registrada de diversas formas como por exemplo: a língua autodenominada pelos orginários de boe wadáru ou bataru-boe. De forma semalhante, o povo também foi registrado de várias formas e ela ficou conhecida como sendo a língua dos boróro, dos borôro, dos borôros-coroados, dos borórós-corôados, dos borroros

## Vocabulário
Vocabulário boróro (Lane 1935): 
| Português           | Boróro         |
| ------------------- | -------------- |
| abelha              | mé             |
| água                | póbo           |
| alto                | raichigo       |
| anta                | kiúa           |
| arara               | nábúre         |
| arco                | tuguê          |
| arma de fogo        | baiga          |
| asa do gavião       | aiága          |
| barriga             | icûre          |
| beiço               | inôgua itô     |
| beleza              | motu           |
| boca                | iárê           |
| braço               | cãna           |
| cabelos             | itáo           |
| caititu             | djúo           |
| capivara            | qui            |
| casa                | bai            |
| chapéu              | táo            |
| criançada           | noguarêcogure  |
| dedos               | iurerupê       |
| dedos da mão        | iqueráco       |
| dentes, orelha      | bié            |
| ele come            | aicuaguedo     |
| eles comem          | tagoguagedo    |
| eles vão            | tadúo          |
| ele vai             | atúo           |
| ema                 | pari           |
| estrela             | curêdge        |
| eu como             | inoguagedo     |
| eu vou              | itúo           |
| faca                | tariga         |
| flecha              | baigá          |
| fumo                | mé             |
| gado                | tapira         |
| gavião              | korugugua      |
| gordo               | aroiarôgo      |
| lenço               | djoriguigue    |
| lenha               | akigô          |
| linha               | ári            |
| lua                 | djuco          |
| macaco              | rakicharo      |
| marimbondo          | eitugi         |
| mato                | itúrua         |
| mãos                | iquêra         |
| me dá               | maquinái       |
| menina              | aredorôgo      |
| menino              | medorôgo       |
| milho               | cuiáda         |
| mosquito borrachudo | mátchê         |
| mulher              | arêda          |
| nariz               | quêno          |
| não é bonito        | motúbocúa      |
| não tem             | bocua          |
| nós vamos           | padúo          |
| olhos               | iôco           |
| onça                | atúgo          |
| panela              | miririá        |
| panelinha           | rúobo          |
| pau                 | ipê            |
| pé                  | iurê           |
| peito               | mogurê         |
| pena                | bûre           |
| perdiz              | parikeogodo    |
| perna               | poguorá        |
| pestana             | djocobú        |
| remédio             | djorúbo        |
| ruim                | pêga           |
| sapato ou chinelo   | urêtáu         |
| seriema             | bêu            |
| sobrancelha         | ierebú         |
| sol                 | méri           |
| tatu-canastra       | bokodóricucúrê |
| testa               | iêri           |
| venha cá            | mátocá         |
| você não tem beleza | aimotabocua    |
| você                | ai             |
| você é ruim         | aipêga         |
| unhas da mão        | iquinóque      |
| unhas do pé         | ureguê         |